# 沈周
沈周（1427年—1509年），字启南，号石田、白石翁、玉田生、有竹居主人等，长洲（今屬江苏苏州市）人，明朝画家，吴门画派的创始人，明四家之一。

## 生平
世代隐居吴门，居苏州相城。曾祖父是王蒙的好友，父亲沈恒吉又是杜瓊的学生，书画乃家学渊源。父亲、伯父都以诗文书画闻名乡里。
沈周一生家居读书，吟詩作畫，优游林泉，一生未应科举，始终从事书画创作。他学识渊博，富于收藏，交友甚广，极受众望，平时平和近人，要书求画者“屦满户外”，“贩夫牧竖”向他求画，从不拒绝。甚至有人作他的赝品，求为题款，他也欣然应允。有曹太守新屋落成，欲搜罗画家，沈周亦在其中，沈周曰：“毋惊老母，旦夕往画不敢后”客人颇不平，曰：“太守不知先生，何贱先生于此？渴贵游可勿往。”沈周答曰：“往役义也，岂有贱哉？谒而求免，乃贱耳。”
沈周晚年病重，王鏊曾遣人问候，沈周作诗为谢，“勇退歸來說宰公，此機超出萬人中。門前車馬多如許，那有心情問病翁。”字墨慘淡。两天後去世。
沈周的书画流传很广，真伪难辨。文征明称他为飘然世外的“神仙中人”。沈周本人亦工詩文，著述宏富，現存著作有《石田稿》、《石田稿》、《石田詩選》、《石田先生集》、《石田先生詩文鈔》、《客座新聞》、《沈氏客譚》、《石田雜記》、《吟窗小會》、《杜東原先生年譜》等。

## 艺术特色
沈周在元明以來文人畫領域有承前啟後的作用。他書法師黃庭堅，繪畫造詣尤深，兼工山水、花鳥，也能畫人物，以山水和花鳥成就突出。所作山水畫，有的是描寫高山大川，表現傳統山水畫的三遠之景。而大多數作品則是描寫南方山水及園林景物，表現了當時文人生活的幽閒意趣。
在绘画方法上，沈周早年承受家学，兼师杜瓊。后来博取众长，出入于宋元各家，主要继承董源、巨然以及元四家黄公望、王蒙、吴镇的水墨浅绛体系。又参以南宋李、刘、马、夏劲健的笔墨，融会贯通，刚柔并用，形成粗笔水墨的新风格，自成一家。沈周早年多作小幅，40岁以后始拓大幅，中年画法严谨细秀，用笔沉着劲练，以骨力胜，晚岁笔墨粗简豪放，气势雄强。
沈周的绘画，技艺全面，功力浑朴，在师法宋元的基础上有自己的创造，发展了文人水墨写意山水、花鸟画的表现技法，成为吴门画派的领袖。

## 作品流传

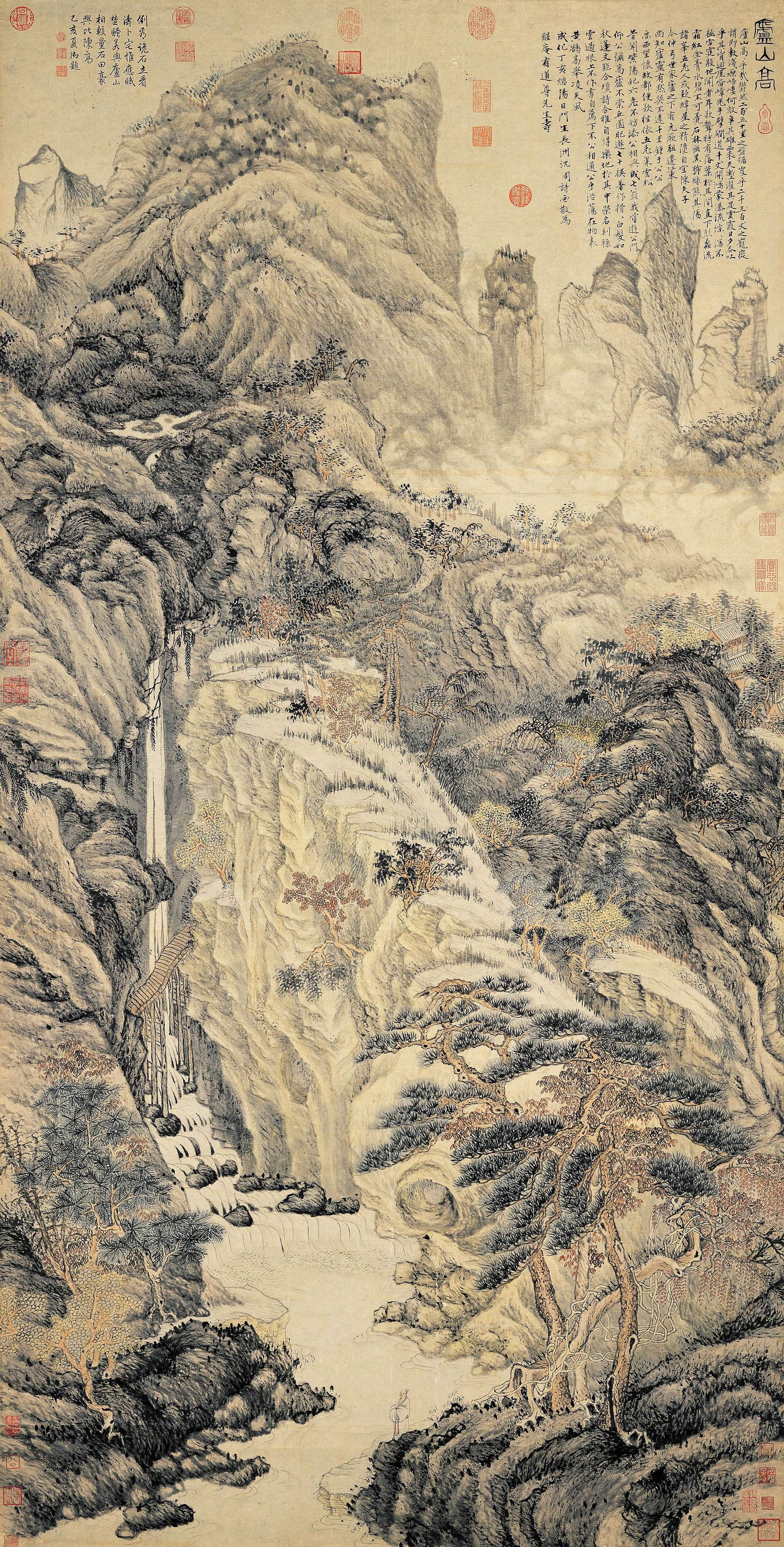
庐山高图

沈周的代表作品现在多藏于大博物馆，故宫博物院藏有精美作品，重要的有：
- 《仿董巨山水图》轴（作于成化九年，公元1473年）
- 《沧州趣图》卷
- 《卒夷图》
- 《墨菜图》（这两幅原为册页，后合装成卷）
- 《卧游图》等。

南京博物院也藏有几幅沈周精品，其中有：
- 《东庄图》
- 《牡丹》轴（此画作于 1506年，当时沈周已81岁）

辽宁博物馆藏有两幅沈周的杰作，一幅是《盆菊幽赏图》卷，画面中树石茅亭，亭中饮酒赏菊者三人，意态优闲，布势疏朗，景物宜人。另一幅是《烟江叠嶂图》卷，作于正德二年（1507年），笔墨之运用，随心所欲，满纸烟恋，诚属沈周82岁晚年杰作。 　
香港藝術館藏有作品：
- 《雲截溪山圖》
- 《錢童讀書圖》
- 《春遊圖》

此外，臺灣國立故宮博物院还藏有一幅沈周极有名的《庐山高图》轴。

## 市场行情
1991年11月艺术品拍卖季节，世界两大拍卖行苏富比和佳士得都推出了沈周作品，首先由苏富比在26日拿出一幅绘画作品《钓雪图》手卷，以8.8万美元成交。两天后佳士得推出两幅书法作品，一是《山水书法》，十六开册页，以6.5万美元成交；二是《悯日长短句》手卷，以2.8万美元成交。

## 延伸阅读
[在维基数据编辑]
 在维基文库阅读此作者作品（ 在维基共享资源阅览影像）
 《國朝獻徵錄·卷之一百十五》，出自焦竑《國朝獻徵錄》
 《明史卷二百九十八》，出自《明史》